# Herrera de Duero
Herrera de Duero es una localidad en la provincia de Valladolid, en la margen izquierda de la ribera del río Duero. Territorialmente es una isla rodeada por los términos municipales de Tudela de Duero, Laguna de Duero, Boecillo, La Cistérniga y Aldeamayor, es una localidad de unos 1000 habitantes.

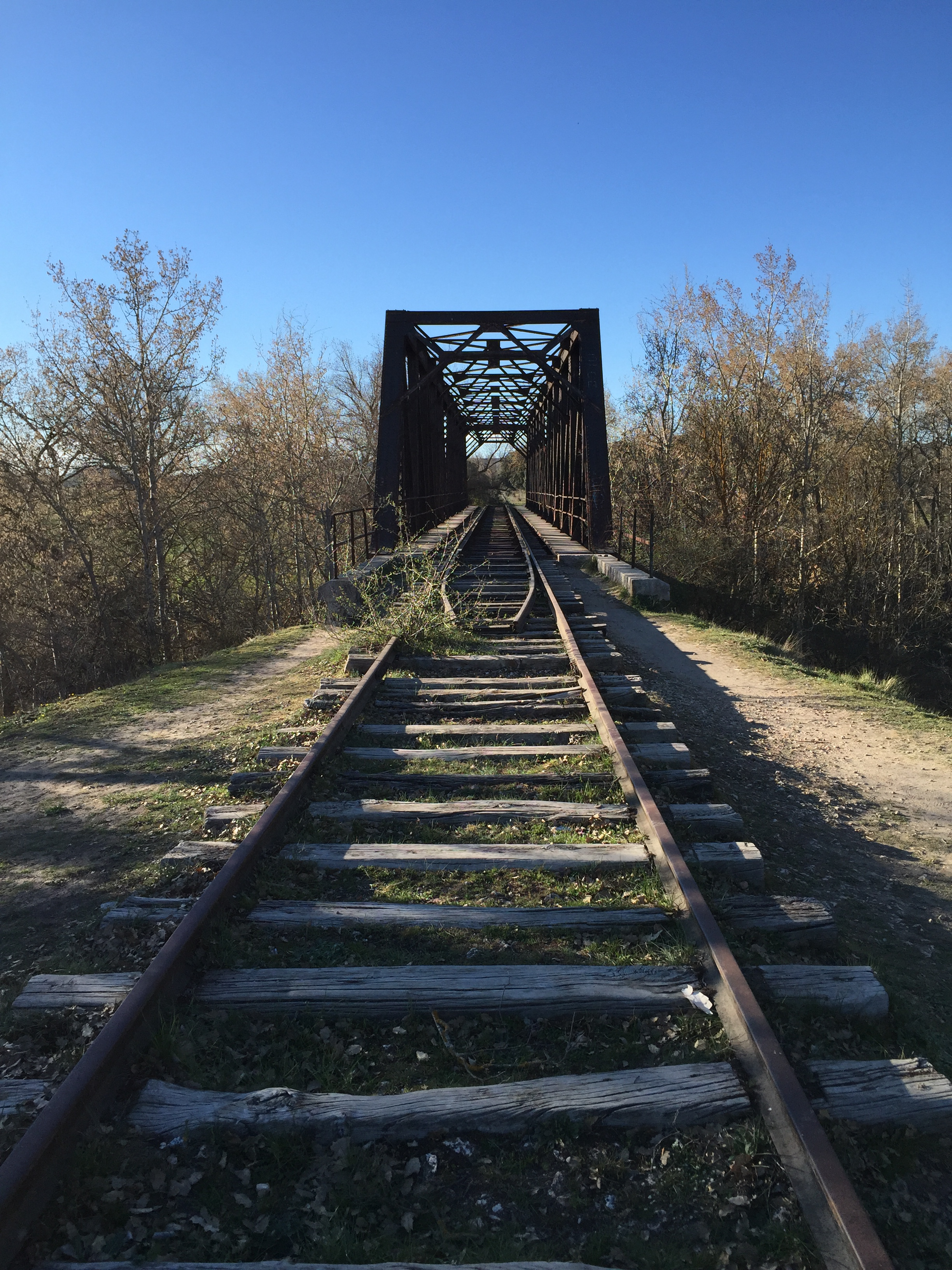
Antiguo puente de ferrocarril sobre el río Duero en Herrera de Duero

## Evolución demográfica
| 2000 | 2002 | 2004 | 2005 | 2006 | 2008 | 2010 | 2020 |     |
| 491  | 541  | 543  | 527  | 736  | 763  | 812  | 953  | 953 |